# Markus Casanova
Markus Casanova (* 1. September 1962 in Chur; † 12. Mai 2003 ebenda, heimatberechtigt in Lumbrein) war ein Schweizer Steinbildhauer und Bühnenbildner. Sein Werk umfasst Steinskulpturen, Plastik, Reliefs, Kunst am Bau, Zeichnungen, Installationen und Bühnenbilder.

## Werk
Markus Casanova absolvierte bei Emilio Arioli in Chur eine Ausbildung zum Steinbildhauer. Zudem arbeitete er im Steinbruch von Andeer. Ab 1986 war er als freischaffender Künstler tätig.
Casanova erhielt 1988 den Eidgenössischen Preis für Gestaltung, 1989 den Bündner Förderungspreis und 1996 den Manor Kunstpreis. Im Jahr 2000 erhielt er den Preis des Wettbewerbs für professionelles Kulturschaffen des Kantons Graubünden sowie 2002 den Anerkennungspreis der Stadt Chur.
Seine Werke stellte er u. a. im Bündner Kunstmuseum, im Kunstmuseum Appenzell, in Galerien und an vielen Jahres- und Gruppenausstellungen aus. Seine Werke befinden sich in privaten Sammlungen, in Museen und im öffentlichen Raum.